# لودفيغ دريشر
لودفيغ دريشر (بالدنماركية: Ludwig Drescher)‏ (21 يوليو 1881 في الدنمارك - 14 يوليو 1917 بكوبنهاغن في الدنمارك) هو مدرب كرة قدم ولاعب كرة قدم دانمركي في مركز حراسة المرمى، شارك في الألعاب الأولمبية الصيفية 1912 والألعاب الأولمبية الصيفية 1908. وشارك مع منتخب الدنمارك لكرة القدم. أما مع النوادي، فقد لعب مع كوبنهاغن بولدكلوب.

## وصلات خارجية
- لودفيغ دريشر على موقع الاتحاد الدولي (مؤرشف)  (الإنجليزية)
- لودفيغ دريشر على موقع قاعدة بيانات كرة القدم.إي يو (الإنجليزية)
- لودفيغ دريشر على موقع عالم كرة القدم.نت (الإنجليزية)
- لودفيغ دريشر على موقع اللجنة الأولمبية الدولية (الإنجليزية)
- لودفيغ دريشر على موقع أوليمبيديا (الإنجليزية)